# Ендер Тураджи
Ендер Тураджи (тур. Önder Turacı, нар. 14 липня 1981, Льєж) — турецький і бельгійський футболіст, захисник клубу «Антальяспор». Виступав, зокрема, за клуб «Фенербахче», а також національну збірну Туреччини. Триразовий чемпіон Туреччини.

## Клубна кар'єра
Народився 14 липня 1981 року в місті Льєж. Вихованець юнацьких команд футбольних клубів Club Ligue і Tilleur Liegi.
У дорослому футболі дебютував 1998 року виступами за команду клубу «Стандард» (Льєж), в якій провів два сезони, взявши участь лише у 1 матчі чемпіонату.
Згодом з 2000 по 2004 рік грав у складі команд клубів «Візе», «Лув'єрроз» та «Стандард» (Льєж).
Своєю грою за останню команду привернув увагу представників тренерського штабу клубу «Фенербахче», до складу якого приєднався 2004 року. Відіграв за стамбульську команду наступні шість сезонів своєї ігрової кар'єри.
Протягом 2010–2014 років захищав кольори клубів «Кайсеріспор», «Гьозтепе», «Сариєр» та «Шанлиурфаспор».
До складу клубу «Антальяспор» приєднався 2014 року. 

## Виступи за збірні
2001 року залучався до складу молодіжної збірної Бельгії. На молодіжному рівні зіграв у 12 офіційних матчах.
2004 року дебютував в офіційних матчах у складі національної збірної Туреччини. Наразі провів у формі головної команди країни 4 матчі.

## Титули і досягнення
- Чемпіон Туреччини (3):

«Фенербахче»: 2004-05, 2006-07, 2010-11
- Володар Суперкубка Туреччини (2):

«Фенербахче»: 2007, 2009